# Frank Morzuch
Frank Morzuch est un artiste visuel franco-canadien né le 1er juin 1951 à Saverne dans le Bas-Rhin (France).

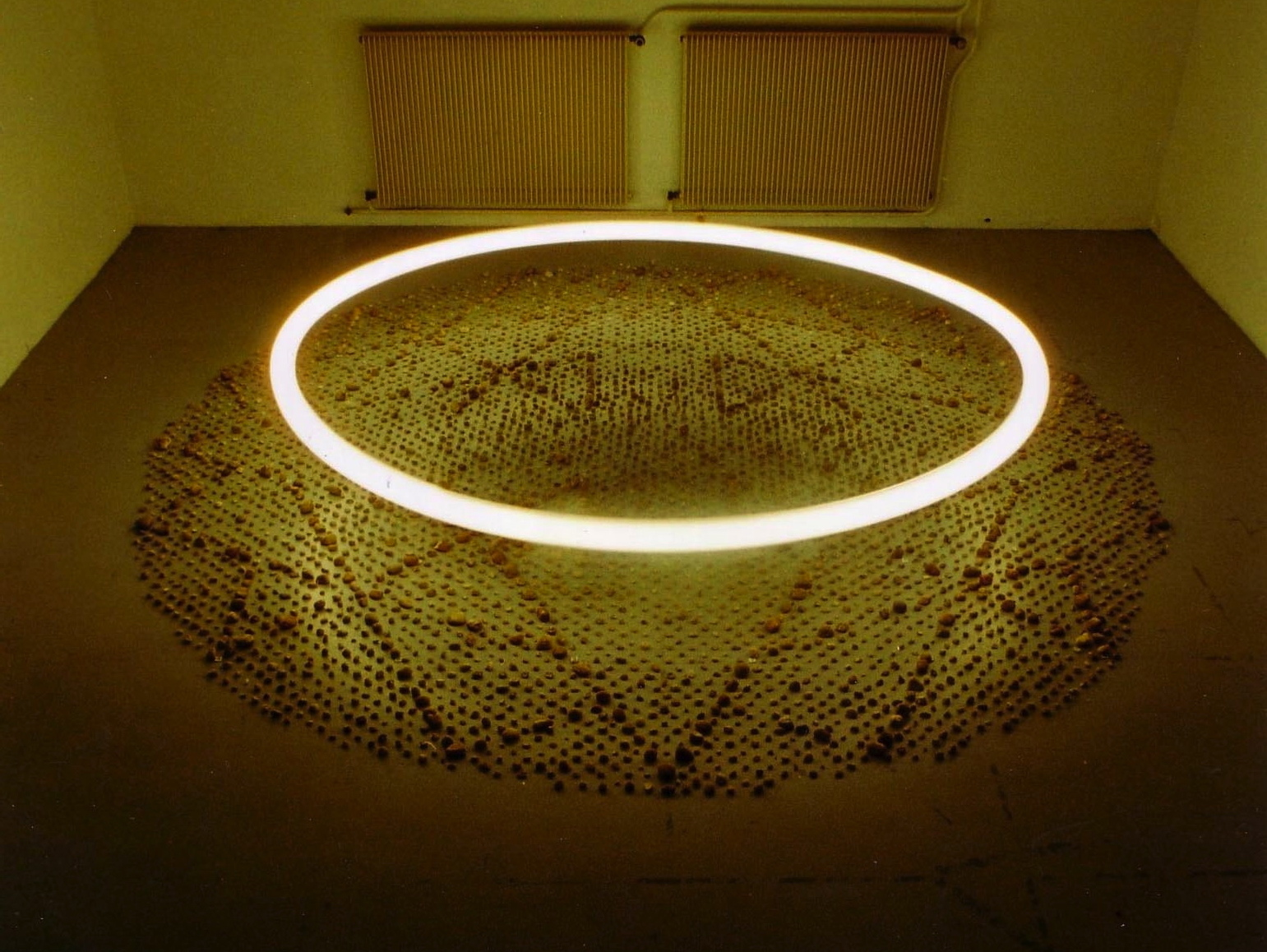
Chambre à tracer, 2002

## Démarche
Proche de la nature et de l'art conceptuel, son travail oscille entre archaïsme et nouvelles technologies, à la confluence des sciences, de la philosophie et des mathématiques.
Les questions liées aux nombres et à leur relation spatiale (problème du cavalier, théorie des graphes et théorème des quatre couleurs) l'ont conduit rétroactivement à interroger les prémices du maniérisme, faisant d'Albrecht Dürer et de ses contemporains le fil rouge d'une iconologie, comprise comme une œuvre d'art.

## Biographie
1966, à la poursuite d'une poésie concrète, quitte le lycée à 15 ans. Rejoint, en 1967 la troupe de théâtre itinérante, les Tréteaux libres de Genève proche du Living Theater.
1970, travaille comme berger dans les Alpes. Pendant 15 ans reconstruit un village en Haute-Tarentaise et se consacre parallèlement à l’écriture et à la sculpture dans un style proche de l’Art brut et des Nouveaux Fauves.
1988, première exposition à Strasbourg chez Eugène Kuntz à la Galerie du Petit Pont. Bénéficie, de 1990 à 1994, à La Laiterie, d’un atelier de la Ville de Strasbourg.
Signe avec l’exposition Actes, en 1992/1993, à la Galerie du Petit Pont, un changement radical dans l’art de présenter une exposition et d’enregistrer sa réception (... « L’œuvre se confond avec son exposition mais reste à chaque instant insaisissable dans sa totalité »... Claude Rossignol in Art Press, mars 1993, no 178).
1993,Table de constantes, premières photographies en perspective redressée qui transforme le lit d’un ruisseau en une matrice mathématique carrée, propre à en altérer la perception.
1994, invité en résidence, un an au L.E.T. de Haguenau par le ministère de l’Éducation nationale et le  Fonds régional d'art contemporain d’Alsace. Premier achat Frac Alsace.
Émigre au Canada et abandonne définitivement l’objet d’art au profit d’un art de l’espace, vécu comme une situation apte à générer chez le spectateur une expérience analogue. Bénéficie en 1996 d’une bourse de recherche longue durée du Conseil des arts et des lettres du Québec assortie d’une bourse de voyage.
En 1998, sur invitation du Frac Alsace et du Frac Lorraine, crée Cinq ponctions pour un non-lieux, une œuvre parcours sous forme de «monument invisible» que matérialise les pas du promeneur. Publication d’un topo-guide en guise de catalogue : Lieux-et-non lieux, entre Saverne et Phalsbourg.
Membre fondateur, en 2004, du collectif d’artistes Carte blanche qui fait de la marche l’un des beaux-arts. Vocation nomade qui l’amène à se passionner pour la culture amazigh, ses symboles, l’architecture des villages troglodytiques et de ses greniers collectifs dans Sud-Est tunisien. Ce qui se concrétise, avec les partenaires culturels tunisiens, par Attariqa : des résidences d’artistes et de chercheurs aptes à générer et préserver dans ces lieux une aura spirituelle et culturelle, dans le respect d'un tourisme solidaire pour un développement durable, en offrant à ceux qui le recherchent les conditions d’une expérience rare et singulière pour une retraite troglodytique aux confins du désert.
Dans le cadre des Environnementales en 2004, à Jouy-en-Josas, crée le Jardin Tartare, un jardin vidéographique en perspective redressée, en hommage à Le Nôtre et au Carré de Luo Shu, premier carré magique représenté sur le dos d’une tortue, suivi, en 2008, du Jardin de Mars, place des Vosges à Épinal.
2010 : commissaire de l’exposition La Quadrature de l’arbre, Centre d’art la Plomberie. Auteur du livre éponyme.
En 2012, D.I.C.I.A.L.A. une exposition accompagnée d’un récit/catalogue préfacé par Colette Garraud, met face à face, pour en éprouver la continuité, la première et la dernière œuvre d’un parcours de vingt-cinq ans.
Se consacre essentiellement à une recherche à la confluence des arts, de la philosophie, de la poésie, des mathématiques et des sciences.
L’affaire Dürer, est une enquête iconologique, développée comme une fiction, autour de l’œuvre gravée d’Albrecht Dürer. Une autopsie qui met à nu l’anatomie de l’image et en révèle la structure numérique d’ordre subliminal. Ce matériau, sous sa forme conceptuelle nourrit depuis plus d’une décennie ses recherches. À paraître chez Flammarion pour les 500e anniversaire de Melencolia §I (1514).
Nombreuses expositions en France et à l’étranger.
Collections publiques et privées.
Frank Morzuch est représenté en France par la Galerie Kamila Regent et la Galerie Cour Carrée.

## L'affaire Dürer

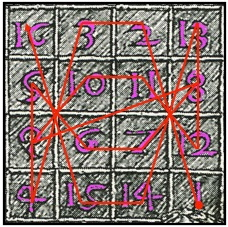

Cernere etiam est quasi ad fenestram a pictore aranearum taela, et venationem harum, inter alia huius naturae indicia, tenuissimis lineis expressa  : on peut voir encore, du peintre, une toile d’araignées à une sorte de fenêtre et leur chasse qu’expriment, entre autres indices, des lignes extrêmement ténues.
D’abord faussement attribuée à Melanchthon, cette phrase tirée d'un manuel de rhétorique de Joachim Camerarius, ami et collaborateur d'Albrecht Dürer, fut écartée d'un trait de plume, dans Saturne et la mélancolie, par Raymond Klibansky, Erwin Panofsky et Fritz Saxl, estimant qu’il s’agissait d’une autre Melencolia aujourd’hui perdue, puisqu’il n’y a pas de fenêtre et encore moins de toile d'araignée dans la gravure en question.
Or, le carré magique n'est pas accroché au mur comme la cloche, la balance ou le sablier. Il est maçonné en forme de niche selon le plan de l'architecte. Et si l'on relie les chiffres dans leur ordre croissant, il se dessine une toile d'araignée qui, lorsqu’on l’observe de près, donne l’étrange impression de déjà-vu, comme si nous étions devant la charpente qui structure l’image.
Fil d’Ariane, signature planétaire ou tracé mnémonique ? Cette découverte de l’artiste et chercheur Frank Morzuch ouvre le champ à une approche inédite de quatre des plus célèbres gravures de Dürer, fondées sur les quatre tempéraments et les carrés magiques qui les gouvernent. Carrés planétaires introduits en Europe dès le XIIIe siècle via l’Andalousie, avec la traduction du Ghâyat al-hakîm, connu sous le titre de Picatrix et attribué au mathématicien, alchimiste et astronome arabe Maslama al-Mayriti (950-1008). Un traité de magie médiévale dans lequel il est dit :
- Les sages appellent les talismans telsam, qu’on traduit par violeur parce que tout ce que fait le talisman, il le fait par violence et il le fait pour vaincre ce pour quoi il a été composé. Pour réaliser sa victoire, il agit selon des proportions arithmétiques, des influences et des actions célestes.
En 1524, quatre ans avant sa mort, Dürer rédige sa chronique familiale, publie  l’Instruction sur la manière de mesurer, conjointement à un manuel d’architecture sur les fortifications, tout en travaillant d’arrache-pied à l’édition du Traité de proportions qui ne paraîtra que deux mois après son décès. En 1526, il offre à Nuremberg, sa ville natale, le diptyque Les Quatre Apôtres qui font à nouveau référence à la théorie des humeurs. Son style s’est dépouillé de tout artifice extérieur pour se concentrer en une singulière intériorisation où les personnages s’affirment par leur seule présence dans la plénitude de leur force. Plus de tracés régulateurs, de magie naturelle, ni de carrés planétaires ou de messages subliminaux.
Que s’est-il passé ? Pourquoi ce magistral revirement ? C’est à ces questions que répond cette enquête traitée comme un roman où le suspens n’enlève rien à la véracité des faits.
Est-ce la peur d’une persécution cléricale, la crainte de la malédiction divine ou l’intuition d’une funeste et fatale prémonition qui a provoqué, à la fin de sa vie, ce changement dans le style du peintre, graveur et mathématicien Albrecht Dürer ?
La réalité rattrape toujours la fiction... c’est ce que confirme cette enquête écrite comme un roman qui met en scène les dernières années du peintre.
Saisi à travers l’œil de l'artiste plasticien Frank Morzuch, ce récit documenté ouvre la voie à d’innovantes perspectives qui nous transportent de la fin du Moyen Âge à la Renaissance italienne en tissant un parallèle entre la réalité d’hier et celle d’aujourd’hui, au moyen d’images, faites non plus pour s’imprimer sur du papier mais directement dans la psyché.

## Publications et catalogues
- Nouveau Livre de Grotesque : Christoph Jamnitzer, Nuremberg, 1610 - Juliette Jestaz/Frank Morzuch : Éditions Beaux-arts Paris,  (ISBN 978-2-84056-383-9)
- D.I.C.I.A.L.A. - Frank Morzuch / Colette Garraud (préface), Néo éditions, 2012,  (ISBN 978-2-919395-00-2)
- La Quadrature de l'arbre - Frank Morzuch :  Néo éditions/ Ville d’Épinal, 2010,  (ISBN 9782914741798)
- UrsaMajor réalisé dans le cadre d'Itinéraires, l'art contemporain au Pays de Barr et du Bernstein, communauté de communes du Piémont de Barr, FRAC Alsace et commune d'Andlau.
- Frank Morzuch, Galerie Bruno Delarue, Paris, 2000
- Claude Rossignol, Philippe Piguet et Frank Morzuch Lieux et non-lieux : Éditions de la Nuée Bleue, FRAC Alsace, villes de Saverne et Phalsbourg, 1998,  (ISBN 2-7165-0229-3)
- 5 ans d'acquisition, 1991-1995, Fonds régional d'art contemporain d'Alsace, 1997
- Frank Morzuch, chapelle de l’Hôtel de Ville, Vesoul, 1995

## Documentation numérique
- (fr) La Mélancolie de Dürer, musée Unterlinden
- (fr) John K. Grande, Revue d'art contemporain ETC (Canada)
- (fr) Serge Fisette, Espace (Canada)
- (en) Kathy Scott, NY Arts
- (fr) Centre Pompidou
- (fr) Musées en Franche-Comté
- (fr) Morel Guillaume, Le Journal des arts, L'Œil.
- (fr) Olivier Kaeppelin, Les Environnementales, Jouy-en-Josas
- (fr) Frac Alsace, catalogue des acquisitions du Frac Alsace
- (en) John K Grande Artforum
- (fr) Kandaki
- (fr) Commandes publiques en Franche-Comté, 1 % artistique